# エアマンズメダル

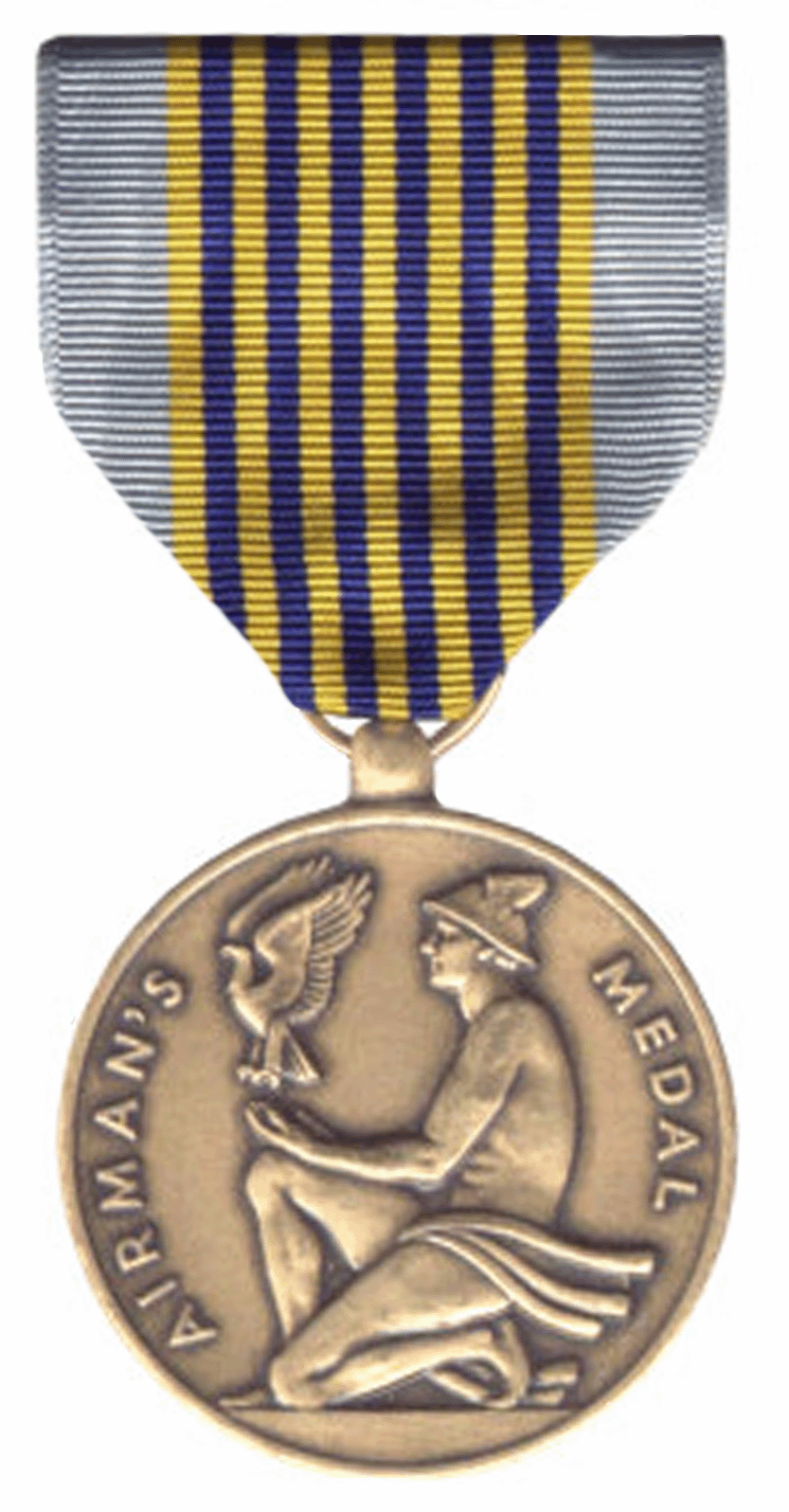
エアマンズメダル。

エアマンズメダル（英:Airman'sMedal）は、アメリカ空軍の勲章。空軍兵勲章と訳されることもある。

## 概要
アメリカ空軍及び友好国の軍人の「敵との戦闘に関わりのない英雄的行為、功績」に対して授与される。1960年に制定された。アメリカ軍の勲章における序列は殊勲飛行十字章の下位、ブロンズスターメダルの上位に位置し、陸軍のソルジャーズメダル、海軍・海兵隊のネイビー・アンド・マリーンコー・メダル及び沿岸警備隊のコーストガードメダルと同格である。最初の受章者はジョン・バーガー大尉（1959年に遡っての授与）である。空軍独立後の1947年から1959年まではエアマンズメダルが制定されていなかったため、エアマンズメダル授与に値する功績をあげた将兵にはソルジャーズメダルが授与されていた。
エアマンズメダルの授与者は退職金が10%増額される恩典がある。